# Cordillera Hayes
La cordillera Hayes (en inglés: Hayes Range es una cordillera de Norteamérica parte de la cordillera de Alaska localizada en el estado de Alaska, en los Estados Unidos. Administrativamente, forma parte del borough de Denali y del área censal de Southeast Fairbanks. Las montañas se encuentran al este del parque nacional Denali y al oeste de las montañas Delta, de las que están separadas por el río Delta. En línea recta, la cordillera Hayes se encuentra a unos 160 km al sur de Fairbanks, y a 320 km al noreste de Anchorage. Las montañas se extienden unos 278 km (en dirección N-O) y 236 km (E-O).
El punto más alto de la cordillera es el homónimo monte Hayes (4216,0 m). Otras cumbres destacadas son el monte Moffit (con 3968 m, 2.º más alto), monte Shand (3859 m, 3.º), Moby Dick (3767 m, 4.º), monte Deborah (3761 m, 5.º), The Dorsal Fin (3667 m, 6.º) montaña Hess (3639 m, 7.º) y pico McGinnis (3475 m, 8.º), monte Balchen (3395 m, 9.º) y pico Bricole 3325 m, 10.º).

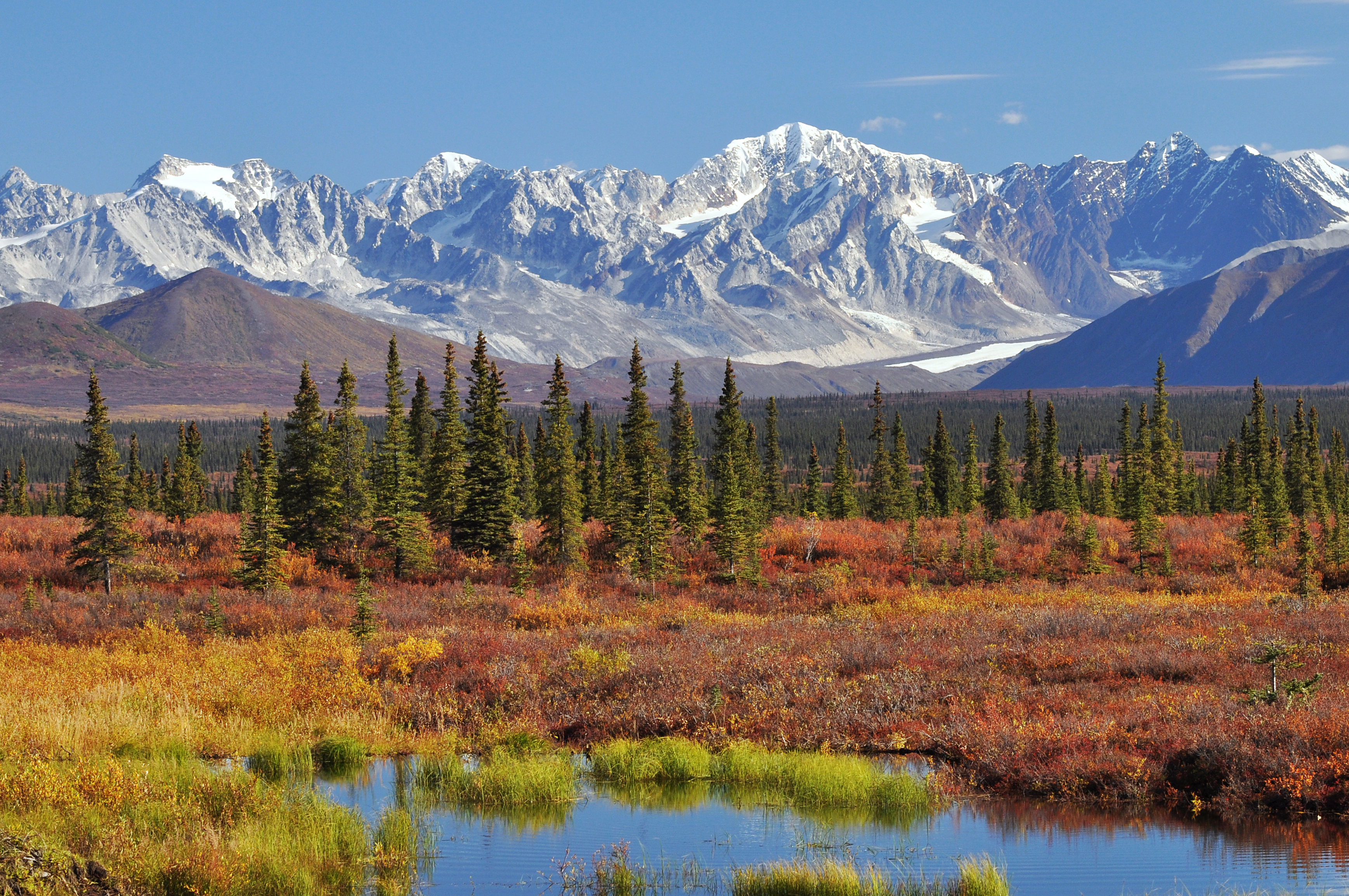
La cordillera Hayes en el área de Monahan Flat y la montaña Nenana